# Danh sách vấn đề mở trong toán học
Danh sách các vấn đề mở trong toán học

## Danh sách các bài toán mở trong toán học nói chung
Nhiều nha toán học và tổ chức đã xuất bản danh sách cái bài toán mở. Trong một số trường hợp, danh sách còn được đi kèm với giải thưởng cho ai giải nó đầu tiên.
| Danh sách                                                                                          | Số bài toán | Số bài toán chưa giải hoặc chưa giải hết | Người đưa                       | Thời gian |
| -------------------------------------------------------------------------------------------------- | ----------- | ---------------------------------------- | ------------------------------- | --------- |
| Các bài toán của Hilbert                                                                           | 23          | 15                                       | David Hilbert                   | 1900      |
| Các bài toán của Landau                                                                            | 4           | 4                                        | Edmund Landau                   | 1912      |
| Các bài toán của Taniyama                                                                          | 36          | -                                        | Yutaka Taniyama                 | 1955      |
| 24 câu hỏi của Thurston                                                                            | 24          | -                                        | William Thurston                | 1982      |
| Các bài toán của Smale                                                                             | 18          | 14                                       | Stephen Smale                   | 1998      |
| Các bài toán thiên niên kỷ                                                                         | 7           | 6                                        | Viện toán học Clay              | 2000      |
| Các bài toán của Simon                                                                             | 15          | <12                                      | Barry Simon                     | 2000      |
| Unsolved Problems on Mathematics for the 21st Century dịch: Các bài toán mở cho toán học thế kỷ 21 | 22          | -                                        | Jair Minoro Abe, Shotaro Tanaka | 2001      |
| Các bài toán của DARPA                                                                             | 23          | -                                        | DARPA                           | 2007      |

### Các bài toán thiên niên kỷ
Trong 7 bài toán thiên niên kỷ gốc được đặt bởi viện toán học Clay vào 2000, còn 6 bài vẫn chưa được giải vào thời điểm tháng 6, 2022:
- Giả thuyết Birch và Swinnerton-Dyer
- Giả thuyết Hodge
- Sự tồn tại và độ trơn của Navier–Stokes
- P so với NP
- Giả thuyết Riemann
- Sự tồn tại và khoảng cách khối lượng của Yang–Mills

Bài toán thứ 7, giả thuyết Poincaré, đã được giải; tuy nhiên, dạng tổng quát được gọi là giả thuyết Poincaré trơn 4-chiều hỏi rằng liệu một mặt cầu tôpô 4 chiều có hai hay nhiều hơn cấu trúc trơn không tương đương nhau được không?- đến nay vẫn chưa giải được.

## Tronghình học

### Hình học đại số
- Giả thuyết Dixmier: mọi tự đồng cấu của đại số Weyl đều là tự đẳng cấu.
- Giả thuyết Tate trên mối liên hệ giữa chu trình đại số trên đa tạp đại số và biểu diễn Galois trên các nhóm étale đối đồng điều.
- Giả thuyết Manin trên phân phối các điểm hữu tỉ của chiều cao bị chặn của một số tập con trong các đa tạp Fano
- Giả thuyết Maulik–Nekrasov–Okounkov–Pandharipande trên tương đương giữa lý thuyết Gromov–Witten và lý thuyết Donaldson–Thomas[14]
- Giả thuyết Jacobi: nếu một ánh xạ đa thức trên trường đặc số không có định thức Jacobi là hằng số khác không, thì nó phải có hàm ngược chính quy (chính quy tức là có thành phần đa thức trong đó).
- Giả thuyết Nakai: nếu một đa tạp đại số phức có vành các toán tử vi phân được sinh bởi các dẫn xuất bên trong của nó, thì nó phải trơn.

### Câu hỏi mở
- Bài toán hình vuông nội tiếp

### Hình học vi phân
- Nhiều giả thuyết Hopf liên hệ giữa độ cong với đặc số Euler của các đa tạp Riemann có số chiều lớn[15]
- Giả thuyết Yau trên giá trị riêng đầu tiên rằng giá trị riêng cho toán tử Laplace–Beltrami trên siêu phẳng tối tiểu của {\displaystyle S^{n+1}} được nhúng là {\displaystyle n}.

### Hình học rời rạc
- Giải bài toán cái kết có hậu cho {\displaystyle n} tuỳ ý[16]
- Giả thuyết Kusner: Chỉ có tối đa {\displaystyle 2d} điểm được đặt cách đều nhau trong các {\displaystyle L^{1}-}không gian?[17]

### Hình học Euclid
- Bài toán lạc trong rừng của Bellman – Tìm đường đi ngắn nhất chạm tới biên của một hình cho trước khi không biết điểm bắt đầu và hướng?[18]
- Giả thuyết Falconer: Các tập hợp có số chiều Hausdorff lớn hơn {\displaystyle d/2} trong {\displaystyle \mathbb {R} ^{d}} phải có tập khoảng cách có độ đo Lebesgue khác không?[19]
- Bài toán di chuyển sofa – Tìm diện tích lớn nhất của hình có thể di chuyển qua một hành lang hình chữ L có độ rộng bằng một?[20]

## Trongđại số
- Giả thuyết Bombieri-Lang trên mật độ các điểm hữu tỉ trên mặt phẳng đại số và đa tạp đại số định nghĩa trên các trường số và các mở rộng trường của chúng.
- Giả thuyết Köthe: Nếu vành có ideal lũy linh duy nhất là {0} thì nó không có ideal 1 phía lũy linh khác ngoại trừ {0}.
- Giả thuyết Sendov: Nếu một đa thức phức bậc lớn hơn hoặc bằng 2 có tất cả các nghiệm của nó nằm trong hình tròn đơn vị đóng thì mỗi nghiệm của nó cách với một số điểm cực trị với khoảng cách bằng 1.
- Bài toán nhúng Connes trong lý thuyết đại số Von Neumann,
- Giả thuyết Hadamard rằng với mọi số nguyên k, tồn tại ma trận Hadamard với bậc 4k.
- Giả thuyết cơ sở Rota: Xét các matroid hạng {\displaystyle n} cùng với {\displaystyle n} cơ sở không giao nhau {\displaystyle B_{i}}, ta có thể tạo ma trận kích thước {\displaystyle n\times n} trong đó các hàng là {\displaystyle B_{i}} và các cột là các cơ sở.

### Lý thuyết nhóm
- Liệu có vô số nhóm Leinster?
- Tìm các điều kiện cho các số tự nhiên m, n sao cho nhóm Burnside tự do B(m,n) hữu hạn? Cụ thể hơn, liệu B(2, 5) có hữu hạn?

## Trongkhoa học máy tính
- Bài toán P so với NP

## Tronglý thuyết số

### Giả thuyết, bài toán mở
- Giả thuyết abc
- Giả thuyết Pillai: cho bất kỳ {\displaystyle A,B,C}, phương trình {\displaystyle Ax^{m}-By^{n}=C} có hữu hạn số nghiệm khi {\displaystyle m,n} không cùng bằng {\displaystyle 2}.
- Bài toán Erdős–Moser: Liệu có nghiệm nguyên nào khác ngoại trừ {\displaystyle 1^{1}+2^{1}=3^{1}} cho phương trình Erdős–Moser?
- Bài toán Brocard: Liệu có nghiệm nguyên nào khác ngoại trừ {\displaystyle n=4,5,7} cho phương trình {\displaystyle n!+1=m^{2}}?
- Số nguyên nào có thể viết thành tổng của ba số lập phương?[21]
- Giả thuyết Goormaghtigh trên các nghiệm cho phương trình {\displaystyle (x^{m}-1)/(x-1)=(y^{n}-1)/(y-1)} với {\displaystyle x>y>1} và {\displaystyle m,n>2}.
- Giả thuyết Grimm: Cho dãy hợp số liên tiếp, liệu có thể gán mỗi hợp số một ước nguyên tố phân biệt?
- Giả thuyết Hall: Cho bất kỳ {\displaystyle \epsilon >0}, tồn tại một số hằng số {\displaystyle c(\epsilon )} sao cho {\displaystyle y^{2}=x^{3}} hoặc {\displaystyle |y^{2}-x^{3}|>c(\epsilon )x^{1/2-\epsilon }} trong đó {\displaystyle x,y\in \mathbb {Z} }.
- Giả thuyết Scholz: Độ dài của xích cộng ngắn nhất cho ra {\displaystyle 2^{n}-1} có cận trên bằng với {\displaystyle n-1} cộng độ dài của xích cộng ngắn nhất cho {\displaystyle n}.
- Bài toán Hilbert thứ 11: Phân loại các dạng toàn phương trên trường số đại số
- Bài toán Hilbert thứ 12: Mở rộng định lý Kronecker–Weber trên mở rộng Abel của {\displaystyle \mathbb {Q} } cho bất kỳ trường số

### Câu hỏi mở
- Liệu có vô số số hoàn hảo?
- Liệu có tồn tại số hoàn hảo lẻ?
- Liệu có vô số số Giuga?
- Liệu có vô số số bạn bè?
- Liệu có cặp số bạn bè nào nguyên tố cùng nhau không?
- Liệu có tồn tại số lạ lẻ?
- Liệu có số gần hoàn hảo thiếu nào không phải luỹ thừa của hai?
- Liệu có thể xây dựng ma trận kì ảo từ 9 số chính phương phân biệt?
- Có 65, 66 hay 67 số idoneal?

### Lý thuyết số cộng tính
- Giả thuyết Beal rằng xét phương trình {\displaystyle A^{x}+B^{y}=C^{z}} với {\displaystyle x,y,z>2}, ba số nguyên {\displaystyle A,B,C} phải có chung một số ước nguyên tố?
- Giả thuyết Goldbach rằng có phải mọi số chẵn lớn hơn hoặc bằng 4 đều có thể viết thành tổng của hai số nguyên tố?
- Giả thuyết Lemoine rằng mọi số nguyên lẻ lớn hơn 5 có thể viết thành tổng của một số nguyên tố lẻ và một số nửa nguyên tố chẵn?
- Tính các giá trị g(k) và G(k) của bài toán Waring?

### Lý thuyết số đại số
- Giả thuyết Kummer-Vandiver rằng số nguyên tố p không phải là ước của số lớp của trường con thực cực đại của trường cyclotomic thứ p.
- Giả thuyết 1/4 của Selberg rằng các giá trị riêng của toán tử Laplace trên dạng sóng Maass của các nhóm con tương đẳng phải ít nhất bằng 1/4.

### Số nguyên tố
- Giả thuyết Elliott–Halberstam trên sự phân phối của các số nguyên tố trên cấp số cộng
- Giả thuyết Dubner: mọi số nguyên chẵn lớn hơn 4208 là tổng của hai số nguyên tố sinh đôi (hai số đó không nhất thiết phải là sinh đôi của nhau)
- Giả thuyết Brocard: Có ít nhất bốn số nguyên tố nằm giữa bình phương của hai số nguyên tố liên tiếp, ngoại trừ {\displaystyle 2^{2}} và {\displaystyle 3^{2}}
- Giả thuyết Feit-Thompson: Cho mọi cặp số nguyên tố phân biệt {\displaystyle p} và {\displaystyle q}, {\displaystyle (q^{p}-1)/(q-1)} không chia hết cho {\displaystyle (p^{q}-1)/(p-1)}
- Các bài toán của Landau
- Liệu mọi số Euclid đều square-free?
- Liệu mọi số Fermat đều square-free?
- Liệu có vô số số nguyên tố Fibonacci?
- Liệu có vô số số nguyên tố Woodall?
- Liệu có vô số số nguyên tố sinh đôi?
- Liệu có vô số số nguyên tố họ hàng?
- Liệu có vô số số nguyên tố chính quy, và nếu đúng thì có phải mật độ tương đối của nó bằng với {\displaystyle e^{-1/2}}?
- Liệu có vô số số nguyên tố Sophie Germain?
- Liệu có vô số số nguyên tố Mersenne?
- Liệu có vô số số nguyên tố sexy?
- Liệu có vô số số nguyên tố Lucas?
- Liệu có vô số số nguyên tố Cullen?
- Liệu có vô số số nguyên tố Wolstenholme?
- Liệu có tồn tại số nguyên tố p có thể thỏa mãn đồng thời 2p-1 ≡ 1 (mod p2) và 3p-1 ≡ 1 (mod p2)[22]
- Cho số nguyên dương a bất kỳ, liệu có vô số số nguyên tố p sao cho ap − 1 ≡ 1 (mod p2)?[23]
- Cho số nguyên a bất kỳ không phải số chính phương và không bằng với −1, liệu có vô số số nguyên tố có a là nghiệm nguyên thuỷ?
- Cho bất kỳ số nguyên b không phải luỹ thừa hoàn hảo và không nằm dưới dạng −4k4 với k nguyên, liệu có vô số số nguyên tố repunit cơ số b?
- Tìm số Skewes nhỏ nhất
- Có số Fortune nào là hợp số không?
- Dãy Euclid-Mullin có chứa mọi số nguyên tố không?
- Có đúng rằng số Fermat 22n + 1 là hợp số với mọi n > 4?
- Chứng minh giả thuyết ngược lại cho định lý Wolstenholme cho mọi số tự nhiên?

## Tronglý thuyết trò chơi
- Sudoku
  - Có bao nhiêu bài đố Sudoku chỉ có đúng 1 lời giải?
  - Có bao nhiêu bài đố Sudoku chỉ có đúng 1 lời giải và đồng thời tối tiểu?
- Cho độ rộng của bàn tic-tac-toe, tìm số chiều nhỏ nhất sao cho bên X có chiến thuật chắc chắn thắng?[24]

## Tronglý thuyết tổ hợp
- Bài toán 3 điểm không cùng đường: Trên 1 hình vuông kẻ ô có kích thước n x n, có bao nhiêu điểm ta có thể đặt sao cho bất kỳ 3 điểm không nằm trên cùng 1 đường?
- Tính các giá trị của các số Ramsey, cụ thể hơn là số {\displaystyle R(5,5)}?

## Tronglý thuyết đồ thị

### Đồ thị con
- Giả thuyết độ bền của Chvátal, tồn tại giá trị t sao cho mọi đồ thị có độ bền bằng t thì đồng thời là Hamilton[25]
- Giả thuyết chu trình phủ kép: mọi đồ thị không cầu đều có họ các chu trình chứa mỗi cạnh đúng hai lần[26]

### Tô màu và dán nhãn đồ thị

Một ví dụ của giả thuyết Erdős–Faber–Lovász: đồ thị lấy từ 4 clique 4 đỉnh, trong bất cứ hai trong số đó đều giao với nhau 1 đỉnh. Đồ thị có thể được tô 4 màu

- Giả thuyết Cereceda trên đường kính của không gian màu của các đồ thị suy biến[27]
- Giả thuyết Erdős–Faber–Lovász cho việc tô màu hợp của các clique[28]
- Bài toán Hadwiger–Nelson trên giá trị sắc số của các đồ thị có khoảng cách bằng một[29]

### Vẽ đồ thị
- Giả thuyết Harborth: mọi đồ thị phẳng đều vẽ được với các cạnh có độ dài nguyên[30]

### Đường đi và chu trình trong đồ thị
- Giả thuyết Lovász trên các đường đi Hamilton trong đồ thị đối xứng[31]

### Một số bài toán khác
- Bài toán Babai: nhóm nào là nhóm bất biến Babai?
- Bài toán đường kính và bậc: Cho hai số nguyên dương {\displaystyle d,k}, tìm đồ thị lớn nhất có đường kính {\displaystyle k} sao cho tất cả các đỉnh đều có bậc tối đa bằng {\displaystyle d}?
- Bài toán đồ thị 99 đỉnh của Conway: Liệu có tồn tại đồ thị chính quy mạnh với tham số (99,14,1,2)?[32]
- Bài toán Zarankiewicz: Có thể có bao nhiêu cạnh trên đồ thị hai phía trên số đỉnh cho trước sao cho đồ thị đó không có đồ thị con hai phía đầy đủ với kích thước cho trước?

## Tronggiải tích
- Giả thuyết Riemann
- Phân tích các hằng số sau: {\displaystyle \gamma } (hằng số Euler–Mascheroni), π + e, π − e, πe, π/e, πe, π√2, ππ, eπ2, ln π, 2e, ee, hằng số Catalan, và hằng số Khinchin; kiểm tra trong mỗi hằng trên liệu nó có phải số hữu tỉ, số đại số hay là số siêu việt? Tính độ đo vô tỷ của mỗi số này?[33][34][35]
- Giả thuyết Lehmer cho độ đo Mahler của các đa thức không cyclotomic.
- Bài toán không gian con bất biến: Liệu có phải mọi toán tử bị chặn trên không gian phức Banach gửi một số không gian con đóng không tầm thường tới chính nó?
- Xét tính hội tụ của chuỗi Flint Hills?

## Tronghệ thống động lực
- Phỏng đoán Collatz (hay bài toán 3n+1)
- Giả thuyết MLC: tập Mandelbrot có liên thông địa phương không?
- Liệu mọi dãy tung hứng có chạm về 1 không?

## Tronglý thuyết mô hìnhvàngôn ngữ hình thức
- Giả thuyết Cherlin-Zilber: Nhóm đơn có lý thuyết bậc nhất của nó ổn định trong {\displaystyle \aleph _{0}} là nhóm đơn đại số trên trường đóng đại số.
- Giả thuyết trường ổn định: Mọi trường vô hạn có lý thuyết bậc nhất ổn định thì khả ly và đóng
- Giả thuyết Vaught: Số lượng các mô hình đếm được của lý thuyết đầy đủ bậc nhất trong ngôn ngữ đếm được là hữu hạn, {\displaystyle \aleph _{0}} hoặc {\displaystyle 2^{\aleph _{0}}}
- Có phải mọi trường vô hạn đặc số không và tối thiểu đều đóng đại số? (Ở đây, "tối thiểu" nghĩa là mọi tập con định nghĩa được của cấu trúc này là hữu hạn hoặc đối hữu hạn.)
- Lý thuyết trường các chuỗi Laurent trên {\displaystyle \mathbb {Z} _{p}} có quyết định được không? Nếu xét trên các đa thức trên {\displaystyle \mathbb {C} } thì sao?
- Liệu có tồn tại logic L thoả mãn tính chất Beth và Δ-nội suy, đồng thời compact nhưng không thoả mãn tính chất nội suy?[36]
- Xác định cấu trúc của cấp Keisler.[37][38]

## Tronglý thuyết tập hợp
- Liệu có tồn tại đại số Jónsson trên {\displaystyle \aleph _{\omega }}
- Liệu tiên đề tô màu mở có nhất quán với {\displaystyle 2^{\aleph _{0}}>\aleph _{2}}?
- Không sử dụng tiên đề chọn, liệu có tồn tại phép nhúng sơ cấp không tầm thường {\displaystyle V\to V}?

## Trong lý thuyếttô pô
- Giả thuyết Novikov trên bất biến đồng luân của một số đa thức trong các lớp Pontryagin của đa tạp, bắt nguồn từ nhóm cơ bản.
- Giả thuyết Hilbert-Smith: Nếu nhóm tô pô compact địa phương có tác động trung thành và liên tục trên đa tạp tô pô thì nhóm đó phải là nhóm Lie

## Các bài toán đã giải từ 1995

### Giải tích
- Giả thuyết độ đo Ahlfors (Ian Agol, 2004)[39]

### Lý thuyết số

#### Thế kỷ 21
- Giả thuyết Catalan (Preda Mihăilescu, 2002)[40]

#### Thế kỷ 20
- Định lý Lafforgue (Laurent Lafforgue, 1998)[41]
- Định lý lớn Fermat (Andrew Wiles và Richard Taylor, 1995)[42][43]

### Lý thuyết đồ thị
- Giả thuyết Kahn–Kalai (Jinyoung Park và Phạm Tuấn Huy, 2022)[44]
- Blankenship–Oporowski conjecture on the book thickness of subdivisions (Vida Dujmović, David Eppstein, Robert Hickingbotham, Pat Morin, and David Wood, 2021)[45]
- Giả thuyết Kelmans–Seymour (Dawei He, Yan Wang, và Xingxing Yu, 2020)[46][47][48][49]
- Giả thuyết Goldberg–Seymour (Guantao Chen, Guangming Jing, và Wenan Zang, 2019)[50]
- Bài toán Babai (Alireza Abdollahi, Maysam Zallaghi, 2015)[51]
- Giả thuyết Alspach (Darryn Bryant, Daniel Horsley, William Pettersson, 2014)
- Giả thuyết Alon–Saks–Seymour (Hao Huang, Benny Sudakov, 2012)
- Giả thuyết Read–Hoggar (June Huh, 2009)[52]
- Giả thuyết Scheinerman (Jeremie Chalopin và Daniel Gonçalves, 2009)[53]
- Giả thuyết Erdős–Menger (Ron Aharoni, Eli Berger 2007)[54]

### Lý thuyết nhóm
- Giả thuyết Hanna Neumann (Joel Friedman, 2011, Igor Mineyev, 2011)[55][56]

### Hình học

#### Thế kỷ 21
- Giả thuyết Weibel (Moritz Kerz, Florian Strunk, và Georg Tamme, 2018)[57]
- Giả thuyết Yau (Antoine Song, 2018)[58][59]
- Xếp gạch hình ngũ giác (Michaël Rao, 2017)[60]
- Giả thuyết Willmore (Fernando Codá Marques và André Neves, 2012)[61]
- Bài toán khoảng cách phân biệt của Erdős (Larry Guth, Nets Hawk Katz, 2011)[62]
- Giả thuyết Nagata (Ivan Shestakov, Ualbai Umirbaev, 2003)[63]

#### Thế kỷ 20
- Giả thuyết Kepler (Samuel Ferguson, Thomas Callister Hales, 1998)[64]

### Lý thuyết khoa học máy tính
- Giả thuyết độ nhậy cho hàm Boole (Hao Huang, 2019)[65]

### Tô pô
- Giả thuyết Hsiang–Lawson (Simon Brendle, 2012)[66]
- Giả thuyết Ehrenpreis (Jeremy Kahn, Vladimir Markovic, 2011)[67]
- Giả thuyết Atiyah (Austin, 2009)[68]
- Phỏng đoán đồng đều trong (Jacob Lurie, 2008)[69]
- Giả thuyết dạng không gian mặt cầu (Grigori Perelman, 2006)
- Giả thuyết Poincaré (Grigori Perelman, 2002)[70]